# Hans Schwarz (Schwimmer)
Hans „Hanne“ Schwarz (* 16. September 1912 in Weißenfels; † 9. Dezember 1996 in Bad Honnef) war ein deutscher Schwimmer.

## Werdegang
Schwarz, der das Schwimmen in der Saale, die durch seine Heimatstadt Weißenfels fließt, erlernte, wurde als Kind Mitglied des ansässigen Schwimmclubs Neptun. Mit 12 Jahren wurde er 1924 in München Deutscher Jugendmeister. Zwischen 1927 und 1930 lernte er den Beruf des Kupferschmieds. 1932 erwarb er in Halle (Saale) seinen Abschluss als Schwimmmeister und bekam eine Anstellung im Stadtbad Halle. 1933 zog es ihn nach Magdeburg zum Magdeburger Schwimmclub 1896, da er dort bessere Trainingsbedingungen vorfand. Bei den Schwimmeuropameisterschaften 1934 in Magdeburg gewann er über 200 Meter Kraul die Silbermedaille. Über die 100 Meter Rücken verpasste er als Vierter eine Medaille nur knapp. Im gleichen Jahr wurde Schwarz zudem Deutscher Meister über 100 m Rücken in 1:13,5 Minuten. Im folgenden Jahr steigerte er seine Zeit auf 1:09,7 Minuten und verteidigte seinen Titel. Auch 1936 war er über diese Distanz erfolgreich.
Bei den Olympischen Sommerspielen 1936 in Berlin schied er im Zwischenlauf aus und belegte am Ende den siebenten Platz über 100 Meter Rücken. Von 1936 bis 1945 ging Schwarz für den Magdeburger Schwimmverein Hellas 1904 an den Start. Ab 1945 war er für drei Jahre als Sportlehrer tätig, bevor er 1948 von der Sowjetischen Besatzungszone nach Köln in den Westen übersiedelte. Dort arbeitete er als Schwimmmeister. Später bekam er Anstellungen im Hallenbad Neuwied und wurde zudem auch Leiter des Universitäts-Hallenbades der Johannes Gutenberg-Universität Mainz. In Neuwied leitete er auch das Training der verschiedensten Schwimmmannschaften des Neuwieder Wassersportvereins.
Ab 1951 trat Schwarz als Altersschwimmer an und startete bei vielen Meisterschaften. Noch im Alter von über 80 Jahren gewann er 1992 bei den Deutschen Meisterschaften in seiner Altersklasse die Titel über 50 und 100 Meter Rücken. 1993 gewann er über die 1500 Meter Freistil. Bis zu seinem Tod gewann er über 50 internationale Titel, und etwa 1600 Goldmedaillen, darunter auch drei bei den Senioren-Schwimmweltmeisterschaften 1978 in Toronto über 50, 100 und 200 Meter Rücken. Außerdem errang er 136 Titel als Deutscher Meister der Senioren.

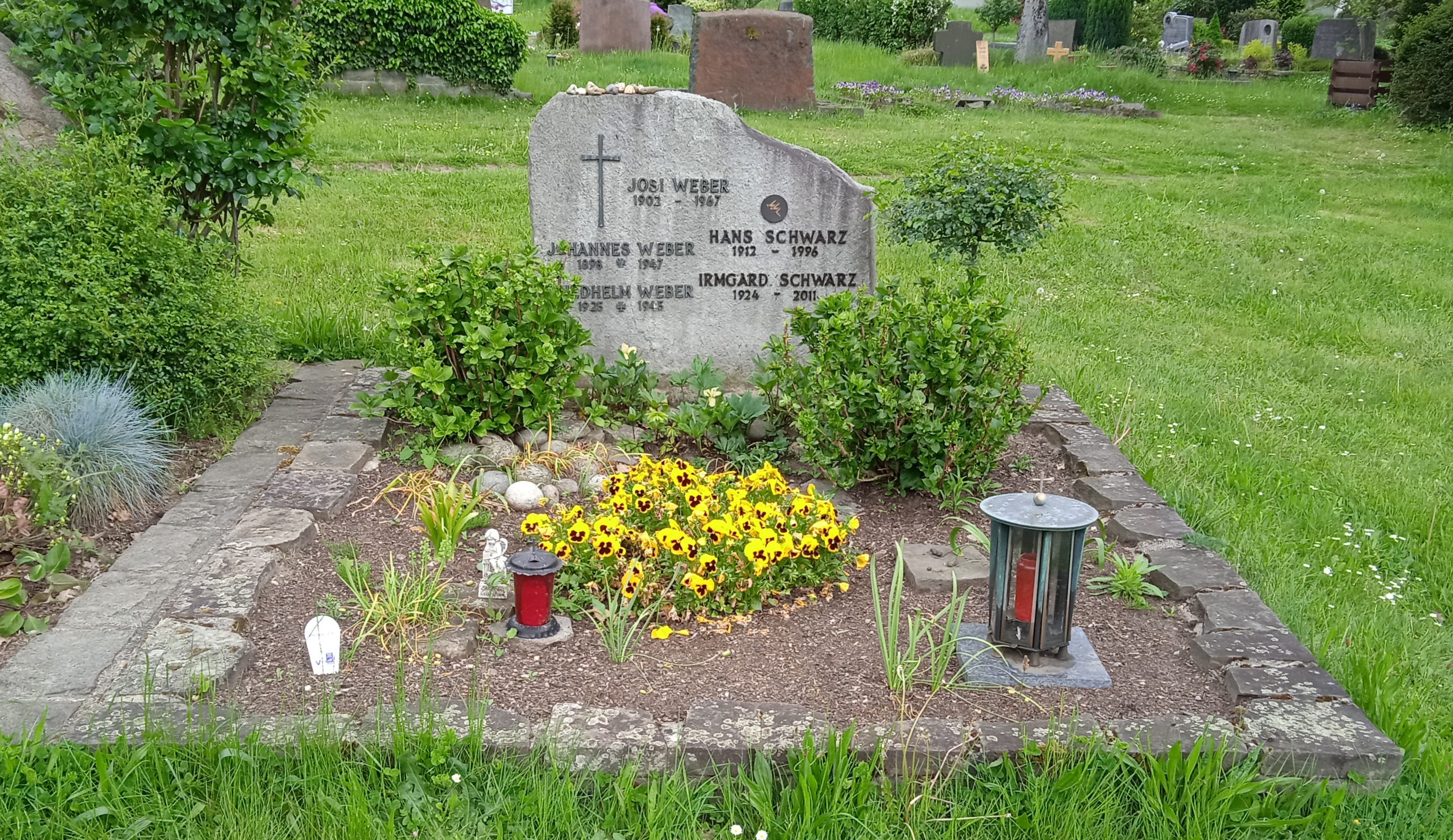
Grab der Familie Hans Schwarz auf dem Neuen Friedhof in Bad Honnef